# The Improv

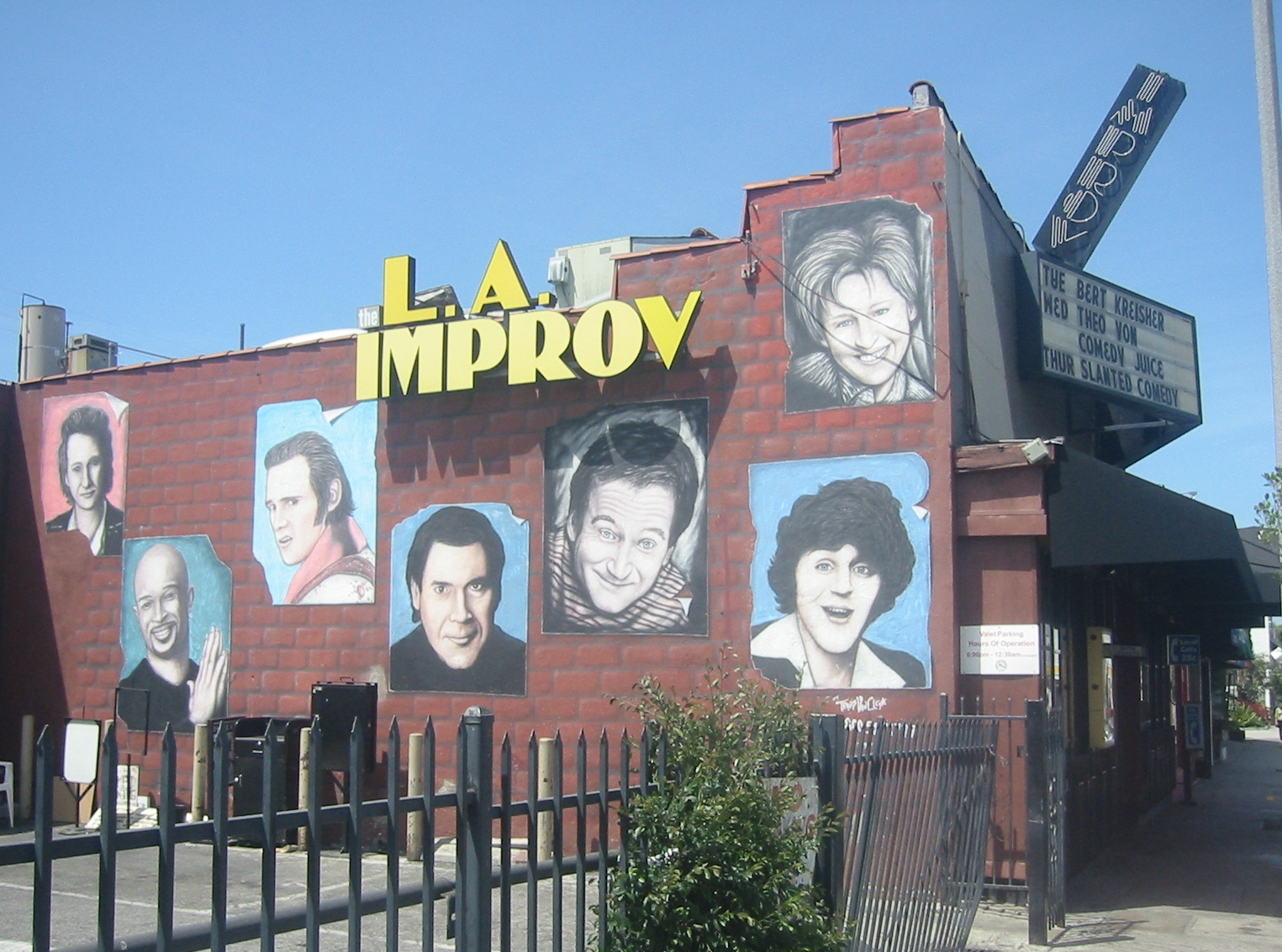
Le L.A. Improv sur la Melrose Avenue à Los Angeles.

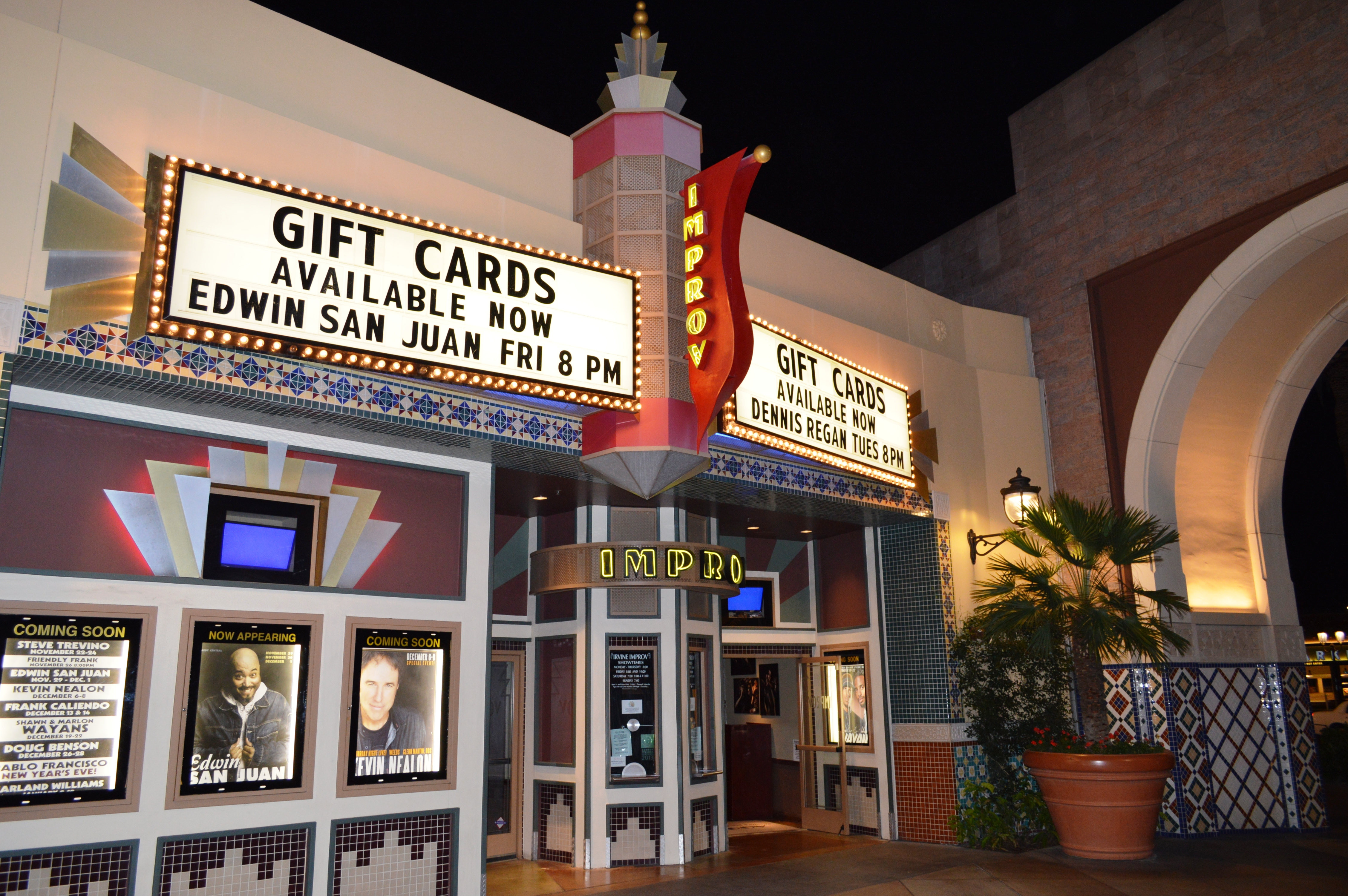
L'Improv d'Irvine.

The Improv est une franchise de américaine de comedy clubs. À l'origine, il s'agit d'un lieu unique fondé en 1963 par Budd Friedman et situé dans le quartier Hell's Kitchen à New York. En 1974, un deuxième lieu ouvre au 8162 Melrose Avenue dans le Fairfax à Los Angeles en Californie. En 1979, Mark Lonow s'associe avec Budd Friedman et ensemble ils dirigent le club de Melrose et supervisent l'expansion de l'unique lieu originel, le faisant devenir une franchise à succès. En 1982, le L.A. Improv devient le site original de tournage de la série télévisée d'A&E, An Evening at the Improv, diffusée de 1982 à 1996, produite par Larry O'Daly, créée par ce dernier et Barbara Hoise-O'Daly, et mettant en vedette Budd Friedman comme présentateur. Après d'autres localisations ouvrent leurs portes, à Tampa et à Fort Lauderdale en Floride, à Atlantic City au New Jersey et à Louisville au Kentucky. LEG, anciennement connu sous le nom de Levity Entertainment Group, est l'actionnaire principal des comedy clubs The Improv.
The Improv a vu naître des artistes tels que Richard Pryor, Robert Klein, Steve Landesberg, Bette Midler, Lily Tomlin et Jay Leno. Dustin Hoffman avait l'habitude d'y jouer du piano. En une seule soirée à la fin des années 1970, on pouvait voir sur scène Gilbert Gottfried, Joe Piscopo, Bruce Mahler, Robin Williams, Larry David et bien d'autres.
Presque tous les grands noms de l'humour américain sont montés sur la scène d'un Impro, notamment Richard Belzer, Milton Berle, Drew Carey, George Carlin, Andrew Dice Clay, Bill Cosby, Billy Crystal, Rodney Dangerfield, Jeff Dunham, Bill Engvall, Dave Foley, Jeff Foxworthy, Bill Hicks, Andy Kaufman, Carol Leifer, David Letterman, Richard Lewis, John Lovett, Norm Macdonald, Bill Maher, Marc Maron, Steve Martin, Dennis Miller, Larry Miller, Liza Minnelli, Freddie Prinze, Ray Romano, Paul Reiser, Joan Rivers, Joe Rogan, Jerry Seinfeld et Ron White.
Encore récemment de futurs grands humoristes ont fréquenté les scènes des Improv. Dave Attell de Comedy Central, fréquentait les Improv de Tampa et d'Hollywood. Les humoristes Lewis Black, Mike Birbiglia, Louis C.K., Jimmy Fallon fréquentaient l'Improv de Louisville.
Le comédien Eddie Murphy est un artiste régulier du Comic Strip à New York, mais il jouait à l'Improv de Californie alors qu'il n'avait que 15 ans. Il était alors en compagnie de Jeremy Ruder, 18 ans et Jim Carrey, 19 ans. Karen Black, Debra Winger et Barry Manilow étaient serveurs, musiciens ou présentateurs d'un Improv avant de devenir célèbres.

## Localisations

### Actuelles
- Addison, Texas
- Arlington, Texas
- Brea, Californie
- Chicago, Illinois
- Cleveland, Ohio
- Denver, Colorado
- Fort Lauderdale, Floride
- Hollywood, Californie
- Houston, Texas
- Irvine, Californie
- Kansas City, Missouri
- Miami, Floride
- Milwaukee, Wisconsin
- West Nyack, New York
- Ontario, Californie
- Orlando, Floride
- Oxnard, Californie
- West Palm Beach, Floride
- Pittsburgh, Pennsylvanie
- Raleigh, Caroline du Nord
- San José, Californie
- Stateline, Nevada
- Tampa, Floride
- Tempe, Arizona
- Washington, D.C.

### Anciennes
- Atlanta, Géorgie
- Atlantic City, New Jersey
- Baltimore, Maryland
- Las Vegas, Nevada
- Louisville, Kentucky
- New York, New York
- Reno, Nevada
- San Diego, Californie
- San Francisco, Californie
- Schaumburg, Illinois
- Seattle, Washington
- Londres, Angleterre